# Héric
Héric (bretonisch: Hierig) ist eine französische Gemeinde mit 6528 Einwohnern (Stand: 1. Januar 2022) im Département Loire-Atlantique in der Region Pays de la Loire. Héric gehört zum Arrondissement Châteaubriant-Ancenis und zum Kanton Nort-sur-Erdre. Die Einwohner werden Héricois genannt.

## Geografie
Héric liegt etwa 26 Kilometer nordnordwestlich von Nantes am Canal de Nantes à Brest, der die Gemeinde im Norden begrenzt. An der westlichen Gemeindegrenze verläuft der Fluss Plongeon. Umgeben wird Héric von den Nachbargemeinden La Chevallerais und Saffré im Norden, Nort-sur-Erdre im Nordosten, Casson im Osten und Südosten, Grandchamps-des-Fontaines im Süden, Notre-Dame-des-Landes im Südwesten sowie Blain im Westen und Nordwesten.
Durch die Gemeinde führt die Route nationale 137.

## Bevölkerungsentwicklung
| Jahr      | 1962 | 1968 | 1975 | 1982 | 1990 | 1999 | 2006 | 2017 |
| Einwohner | 2624 | 2531 | 2521 | 3140 | 3378 | 3990 | 4813 | 6049 |

## Sehenswürdigkeiten

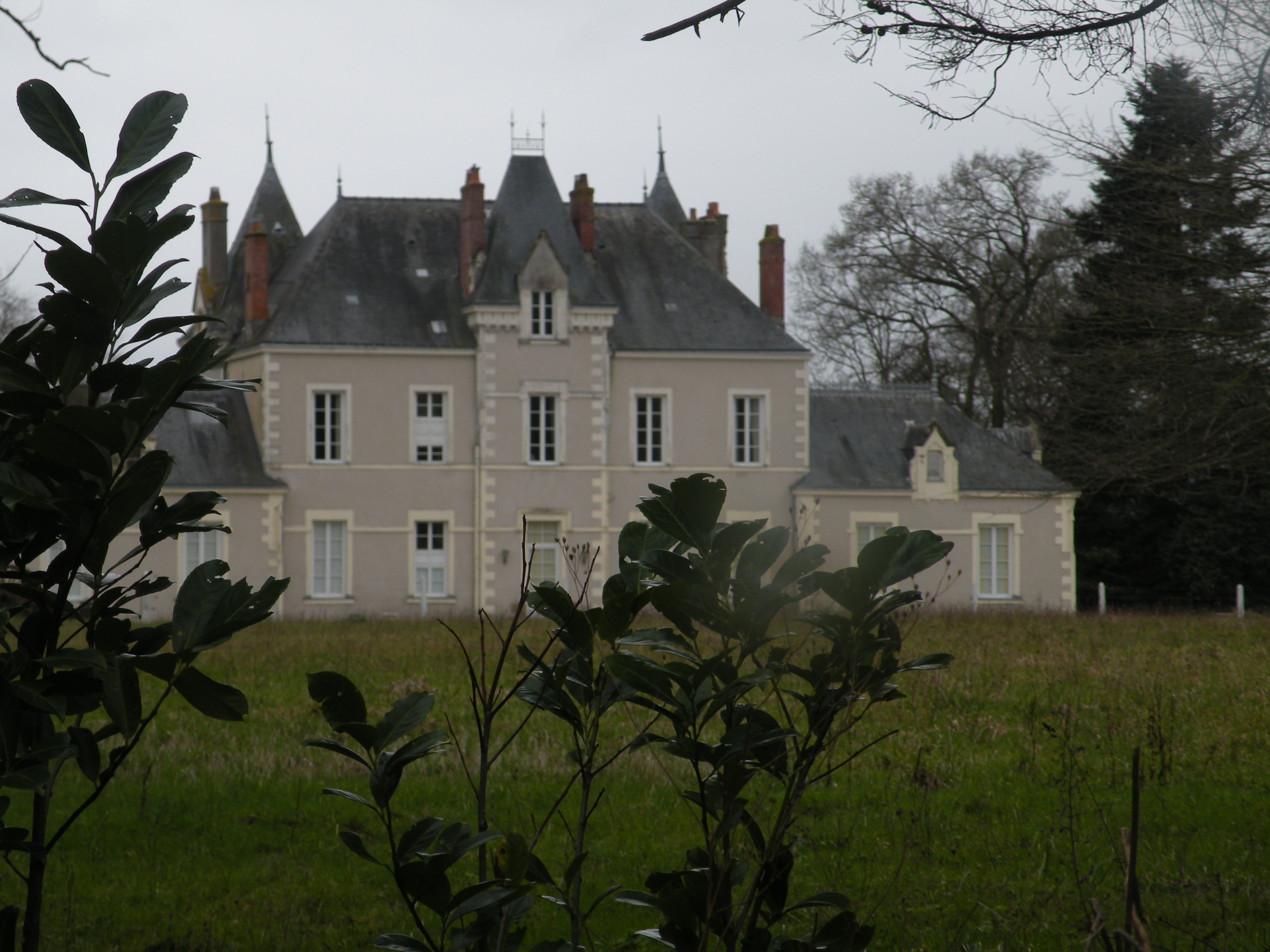
Schloss Chalonge

- Kirche Notre Dame de la Paix sur Isac
- Kapelle Notre-Dame du Bon-Secours
- Schloss Chalonge

## Persönlichkeiten
- Paul-Henri Gaschignard (1923–2016), Diplomat